# Paslovene
Paslovene var det sydafrikanske apartheid-styres måde at kontrollere sorte afrikaneres bevægelsesfrihed. Sorte afrikanere skulle således altid have deres pas på sig, og ville blive arresteret, og sendt tilbage til deres hjemlande eller bantustans, såfremt de ikke kunne fremvise det. 